# ピョートル・ベストゥージェフ＝リューミン

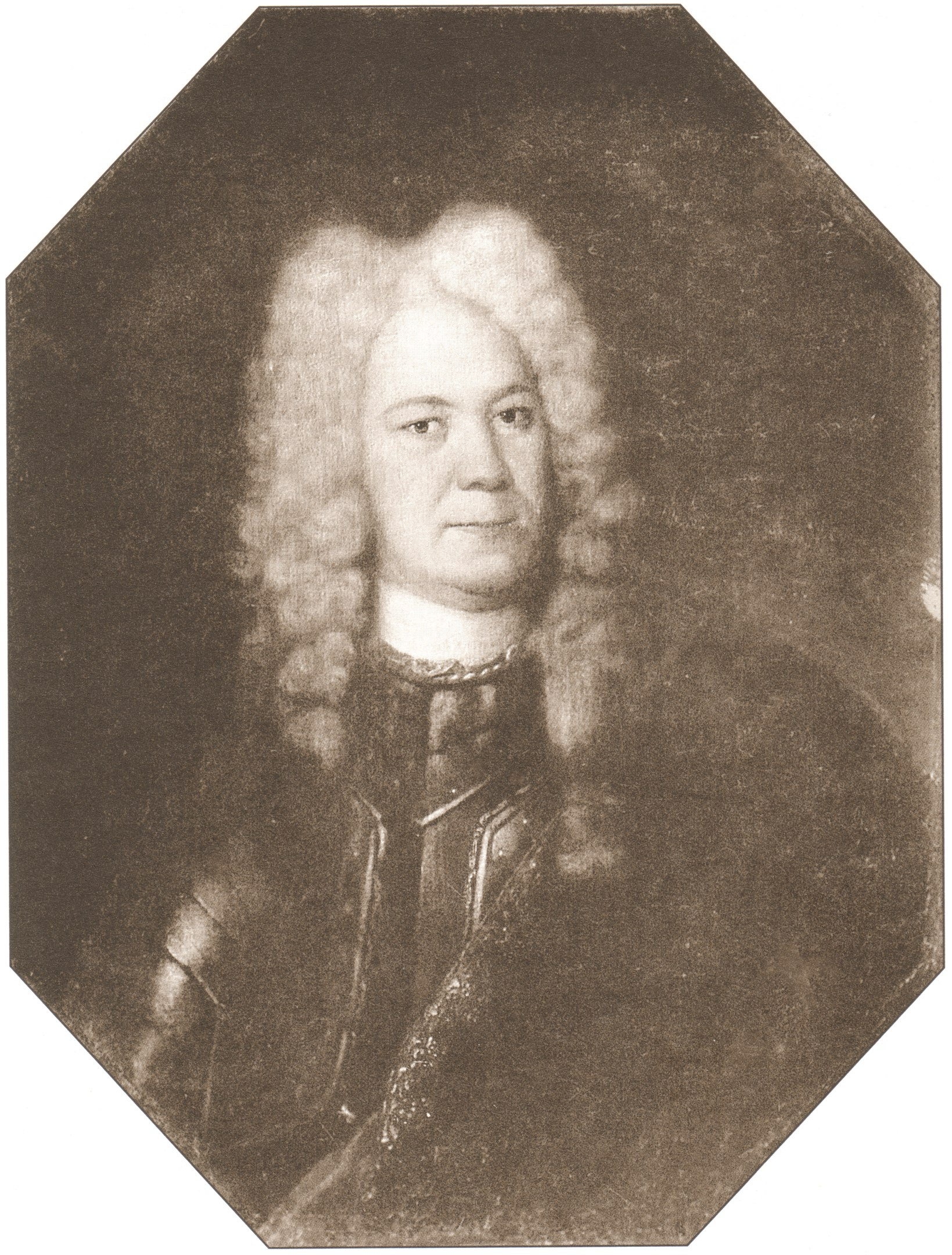

ピョートル・ミハイロヴィチ・ベストゥージェフ＝リューミン伯爵（ロシア語: Пётр Миха́йлович Бесту́жев-Рю́мин、1664年7月28日 - 1743年）は、ロシアの政治家。1712年から1728年までクールラント公爵未亡人アンナ・イヴァノヴナ（後のロシア女帝アンナ）の代わりにクールラントを実質的に統治した。

## 生涯
ベストゥージェフ＝リューミンは1701年時点でシンビルスク県知事を務めていた。その後、1705年にピョートル1世によって外交官としてウィーンとベルリンに派遣された。1712年にピョートル1世の姪アンナ・イヴァノヴナが夫を失って未亡人になると、ベストゥージェフ＝リューミンはアンナの宮廷に派遣された。1713年に一旦デン・ハーグへ異動したが、1715年にクールラントに戻った。その後、クールラント公の後継者をめぐる陰謀に加担、1717年にザクセン＝ヴァイセンフェルス公に、1718年にプロイセン王フリードリヒ・ヴィルヘルム1世に打診したがいずれも失敗に終わり、逆に1720年に内政干渉を止め、リガ総督アニキータ・レプニンに公国の出来事を報告するだけにとどめるようくぎを刺された。
1725年12月4日にアンナに同伴してサンクトペテルブルクに向かった後、翌年にモーリス・ド・サックスのクールラント公選出に貢献したが、モーリスはアレクサンドル・メーンシコフに追い出された。メーンシコフはさらに1728年にベストゥージェフ＝リューミンを逮捕、サンクトペテルブルクに連行した。アンナはロシア皇帝ピョートル2世にベストゥージェフ＝リューミンの公金着服を告発したが、息子のミハイル・ペトロヴィチ・ベストゥージェフ＝リューミンとアレクセイ・ペトロヴィチ・ベストゥージェフ＝リューミンが介入したおかげで追訴を免れた。1730年にアンナがロシア皇帝に即位すると、ベストゥージェフ＝リューミンはニジニ・ノヴゴロド知事に任命されたが、実質的には追放であると不満を漏らしたため、エルンスト・ヨハン・フォン・ビロンによって引退に追い込まれ、1737年8月29日にようやくモスクワなどほかの都市への移転が許された。エリザヴェータ・ペトロヴナがロシア皇帝に即位すると、ベストゥージェフ＝リューミンは1742年4月25日に伯爵に叙された。

## 家族
エヴドキア・イヴァノヴナ・タルイジナとの間で2男1女をもうけた。
- アグラフェナ（英語版）（1732年没）
- ミハイル（1688年 - 1760年）
- アレクセイ（1693年 - 1768年）